# بارون كوربن
ثوماس «توم» بيستوك، مصارع أمريكي محترف، موقع عقد مع الدبليو دبليو إي تحت أسم بارون كوربن يصارع في عرض ان اكس تي، وكان لاعب كرة قدم سابق، وبعد التوقيع مع الدبليو دبليو أي في 2012 , ظهر أول مرة في 8 مايو 2013 وخسر ضد داميان سانداو في ان اكس تي، وفي 28 مايو فشل بالفوز بمباراة باتل رويال لتحديد المنافس الأول لبطولة ان اكس تي، واقصي بسرعة من قبل مايسون ريان، وبعدها أختفى لفترة طويلة ليعود في يوم 11 سبتمبر في ان اكس تي وفاز على سي جي باركر، وهزمه مرة أخرى في يوم 18 سبتمبر في عرض ان اكس تي، وقد أستمر في الفوز على العديد من المواهب، وتقاطع طريقه مع طريق المصارع بول ديمبسي الذي كان يفوز بسرعة أيضا، وأستمر العداء لدرجة لم يتمكن أحدهما هزيمة الآخر، وقد دخل في عداء مع راينو أيضا الذي هزم ديمبسي بسهولة وتمكن بعدها كوربن من الفوز على راينو.

## روابط خارجية
- بارون كوربن على موقع IMDb (الإنجليزية)
- بارون كوربن على موقع قاعدة بيانات الفيلم (الإنجليزية)
- بارون كوربن على موقع مرجع كرة القدم المحترفة.كوم (الإنجليزية)
- بارون كوربن على موقع دبليو دبليو إي (الإنجليزية)
- بارون كوربن على موقع WrestlingData.com (الإنجليزية)
- بارون كوربن على موقع CageMatch worker (الإنجليزية)
- بارون كوربن على موقع قاعدة بيانات المصارعة على الإنترنت (الإنجليزية)
- بارون كوربن على موقع عالم المصارعة على الإنترنت (الإنجليزية)
- بارون كوربن على موقع عالم المصارعة على الإنترنت (الإنجليزية)